# クリストフ・フォン・ドーナ
クリストフ・フォン・ドーナ（Burggraf Christoph von Dohna, 1583年6月27日 モールンゲン - 1637年7月1日 オランジュ）は、ドイツ・ブランデンブルク＝プロイセン出身の貴族、人文学者、伯爵、城伯。三十年戦争期に政治家・外交官として活動した。

## 生涯
ドーナ城伯アハティウス（Burggraf Achatius von Dohna, 1533年 - 1601年）とその妻のバルバラ・フォン・ヴェルンスドルフ（Barbara von Wernsdorf, 1547年 - 1607年）の間の八男として生まれた。家庭教師に初等教育を受けた後、ロストック（1597年）、アルトドルフ（1598年）、ハイデルベルク（1599年）、シエーナ（1601年）、ペルージャ（1602年）、ジュネーヴ（1604年）など国内と国外の諸大学を転々とし、1606年にハイデルベルク大学に戻った。
1606年、アンハルト＝ベルンブルク侯クリスティアン1世の命令を受けて初めてパリに赴き、その後もたびたびクリスティアン1世より委託された外交任務を果たした。1619年、クリスティアン1世の弟のアンハルト＝ケーテン侯ルートヴィヒ1世が会長を務める貴族文芸サークル・実りを結ぶ会の会員に迎えられた。1615年、クリスティアン1世の口利きにより、プファルツ選帝侯フリードリヒ5世の枢密顧問官に名を連ねた。1620年には選帝侯の侍従長（Oberstkämmerer）に就任している。白山の戦いの後、危険の迫った選帝侯一家をキュストリン（現在のポーランド領ルブシュ県コストシン・ナド・オドロン）に避難させている。
1620年3月23日、ゾルムス＝ブラウンフェルス伯ヨハン・アルブレヒト1世の娘ウルスラ（Gräfin Ursula zu Solms-Braunfels, 1594年 - 1657年）と結婚した。ウルスラの妹アマーリエが1625年にオランダ総督のオラニエ公フレデリック・ヘンドリックと結婚したため、オラニエ公とは義兄弟となった。1624年から1626年にかけ、カルヴィンデン（Carwinden）に城館を築いた。ポーランド・スウェーデン戦争の影響によりカルヴィンデンの居城を追われると、エムデン、次いでデルフトに亡命した。
1630年に義弟のオラニエ公より南仏オランジュ公領の総督に任命され、亡くなる1637年まで同職を務めた。在職中、同地にある学校に多額の経済援助を行っている。死後、妻ウルスラが1648年までオランジュ公領総督を務め、その後は長男フリードリヒ（1621年 - 1688年）に交替した。妻との間には7男5女の12人の子女があり（うち8人が成人）、オランジュ総督を継いだ長男のほか、次男のクリスティアン・アルブレヒト（1621年 - 1677年）、四男のクリストフ・デルフィクス（1628年 - 1668年）も軍人や政治家として活躍した。
ドーナは人文学者でもあり、翻訳家として活動したほか、ドイツ語、イタリア語、ラテン語の詩を多く残している。

## 翻訳作品
- Ramus, Petrus: Julius Caesar, Vom Kriegswesen. Amberg: Schönfeldt, 1614 <aus d. Latein. übers. von Christoph von Dohna>
- Scultetus, Abraham: De curriculu vitae sue narratio apologetica. Emden: Petreus, 1628 <aus d. Latein. übers. von Christoph von Dohna>